# Georges Seurat

Tarda de diumenge en l'illa de la Gran Jatte, de Georges Seurat

Georges Pierre Seurat o simplement Georges Seurat (París, 2 de desembre de 1859 – 29 de març de 1891) va ser un pintor francès i el fundador del neoimpressionisme. El seu treball Tarda de diumenge en l'illa de la Gran Jatte és una de les icones de la pintura del segle xix.

## Biografia

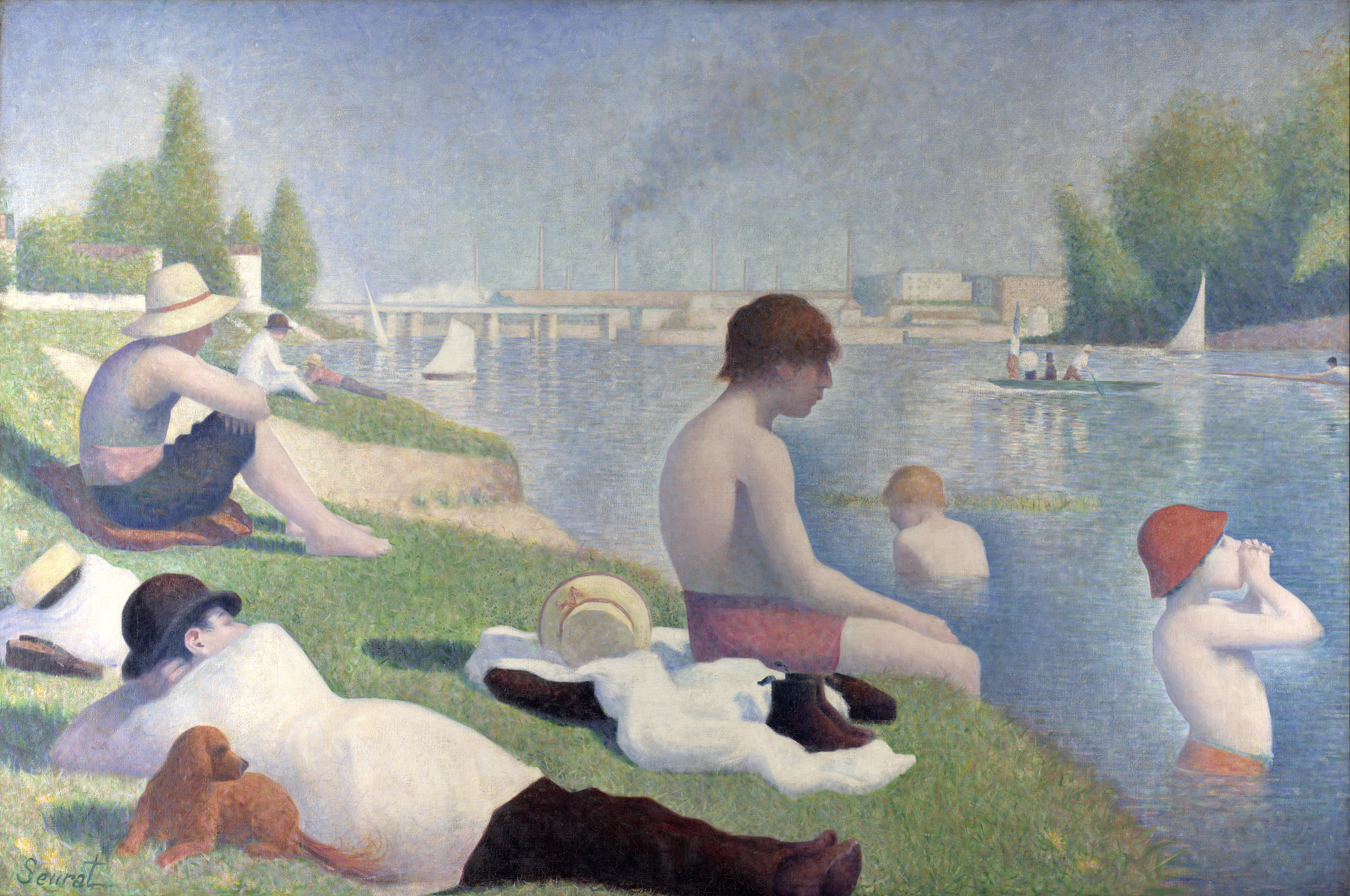
Un bany a Asnieres

Seurat va néixer en el si d'una família benestant a París. A pesar de l'humil treball del seu pare, que era un algutzir,la seva família posseïa una sèrie de terres que generaven uns bons ingressos. El seu pare era nadiu de Xampanya-Ardenes i la seva mare era parisenca.
El 1875, Seurat ingressa a l'escola municipal de dibuix, en la classe de l'escultor Justin Lequien. Aquí coneix Edmond Aman-Jean, amb el qual mantindrà una estreta amistat tota la seva vida. El 1878, gràcies a Edmond, ingressa en l'Escola de Belles Arts de París, on estudiarà fins a 1879. Tot i la seva bona voluntat, Georges no destaca pel seu talent artístic, obtenint uns resultats mediocres. Conscient d'això, inicia el seu treball al Louvre amb gran intensitat, copiant les obres mestres de Rafael, Holbein i Poussin.
Interessat en adquirir majors coneixements tècnics, estudia amb deteniment La loi du contrast simultané des coulers, i aplica els seus coneixements tècnics en el seu art. Després d'un any de servei en l'acadèmia militar de Brest, va tornar a París el 1880.
La seva estada a Brest li permet descobrir la força del mar, que tindrà tanta importància en la seva pintura. Una vegada a París, va compartir un petit estudi en la riba esquerra del Sena amb Aman-Jean i Laurent abans de mudar-se al seu estudi propi. Durant els següents dos anys, es va dedicar a perfeccionar l'art del dibuix en blanc i negre i les propietats físiques de la llum.
La seva folgada situació econòmica li permet mantenir-se sense haver de recórrer a la venda dels seus quadres i sense necessitat d'adaptar-se al gust dels seus clients. Durant 1883, va iniciar la seva primera gran obra, un enorme llenç titulat Un bany a Asnieres. Després que la seva pintura fóra rebutjada pel saló de París, Seurat es va negar a presentar-la en establiments com el Salon, aliant-se amb els artistes independents de París.
El 1884, ell i altres artistes (incloent-hi Maximilien Luce) van formar la Société des Artistes Indépendants (Societat d'Artistes Independents). Hi va conèixer l'artista Paul Signac, amb qui va formar una estreta amistat. Seurat va compartir les seves noves idees sobre puntillisme amb Signac, que posteriorment va pintar amb la mateixa tècnica. L'estiu de 1884, Seurat va començar la creació de la seva obra mestra Tarda de diumenge en l'illa de la Gran Jatte, que li va dur dos anys completar. El seu quadre s'exposa el 1886 al costat d'altres obres de pintors del seu grup. Amb aquest quadre neix el terme puntillisme, o tècnica de la barreja òptica dels colors.
L'estiu de 1885, Seurat pinta a Grandcamp un conjunt de paisatges marins, que perfecciona la tècnica puntillista. Un d'aquests quadres, Le bec du Hoc à Grandcamp, fou, pel que sembla, l'única obra venuda per l'autor en vida, al preu de 300 francs. Durant els anys següents, Seurat continua amb el seu estil particular i arriba a realitzar obres puntillistes fins i tot amb persones, com en el retrat que va fer-li al propi Signac.
Al mateix temps, la seva obra continua sense ser entesa pel públic i pels crítics i arriba a causar escàndols, però alhora, rep el suport dels seus companys neoimpressionistes. El 1889, realitza el quadre La torre Eiffel, monument que el fascinava. A partir d'aquest moment, Seurat comença a aïllar-se, cansat de les polèmiques de la seva obra i de les discussions amb els propis membres del grup artístic. Després, es va mudar del bulevar de Clichy a un estudi proper més tranquil, on va viure secretament amb una jove model, Madeleine Knobloch. Al febrer de 1890 va donar a llum al seu fill. No va ser sinó fins a dos dies abans de la seva mort que va presentar la seva jove família als seus pares. Després de la mort de Georges, Madeleine va donar a llum el segon fill de la parella, el nom del qual és desconegut.
Seurat va morir de diftèria a l'edat de 31 anys, i va ser incinerat al cementiri de Père Lachaise. La seva mort va evitar que completés les seves investigacions, el divisionisme i la física dels colors. El seu últim treball ambiciós, El circ, va quedar incomplet.

### La fusió de Seurat de ciència i emoció

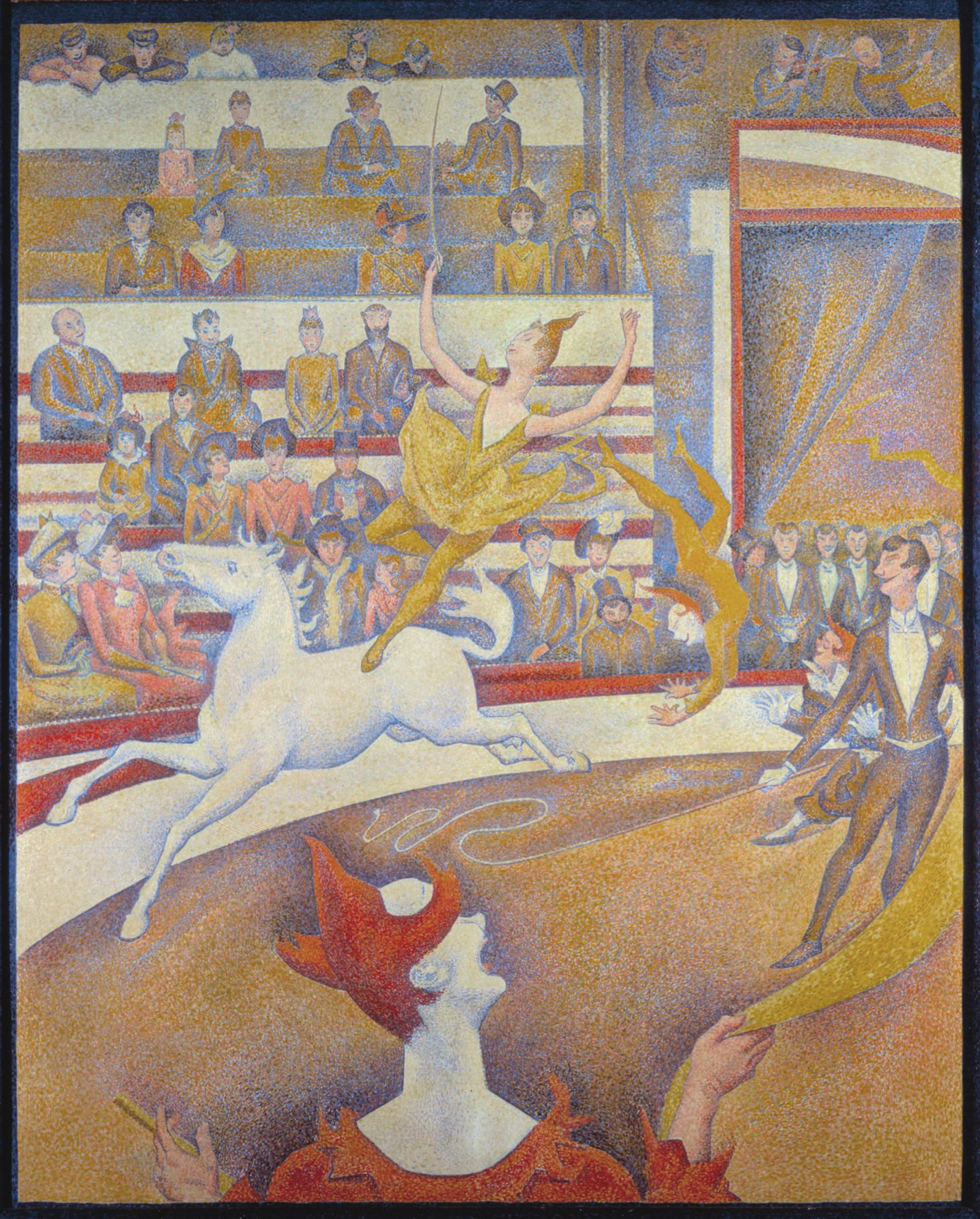
El circ

Seurat pren dels teòrics del color la noció d'un acostament científic a la pintura. Seurat creia que un pintor podia fer servir el color per a crear harmonia i emoció en l'art, de la mateixa forma que els músics usen variacions del so i el tempo per a crear harmonia en la música. Seurat va teoritzar que l'aplicació científica del color era com qualsevol altra llei natural, i es va conduir a provar aquesta conjectura. Ell pensava que el coneixement de la percepció i de les lleis òptiques podria ser utilitzat per a crear un nou llenguatge artístic basat en el seu propi sistema d'heurística i va començar a mostrar aquesta llengua usant línies, i l'esquema i intensitat del color. Seurat va anomenar aquest llenguatge cromolluminarisme.
La seva carta a Maurice Beaubourg, el 1890, captura els seus sentiments sobre l'acostament científic a l'emoció i l'harmonia. Hi diu que "l'art és harmonia. L'harmonia és l'analogia dels contraris, i de similars elements del to, del color, i de la línia, considerats a través la seva dominància i sota la influència de la llum en combinacions alegres, serenes o tristes".
Les teories de Seurat, influït per Charles Henry, poden ser resumides d'aquesta forma: l'emoció de l'alegria pot ser aconseguida per la dominació de tonalitats lluminoses, pel predomini de colors càlids, i per l'ús de les línies dirigides cap amunt. La calma s'aconsegueix a través d'un ús equilibrat de la llum i la foscor, pel balanç entre colors freds i càlids, i per línies horitzontals. La tristesa s'aconsegueix utilitzant colors foscos i freds i línies que assenyalen cap avall.

## Galeria

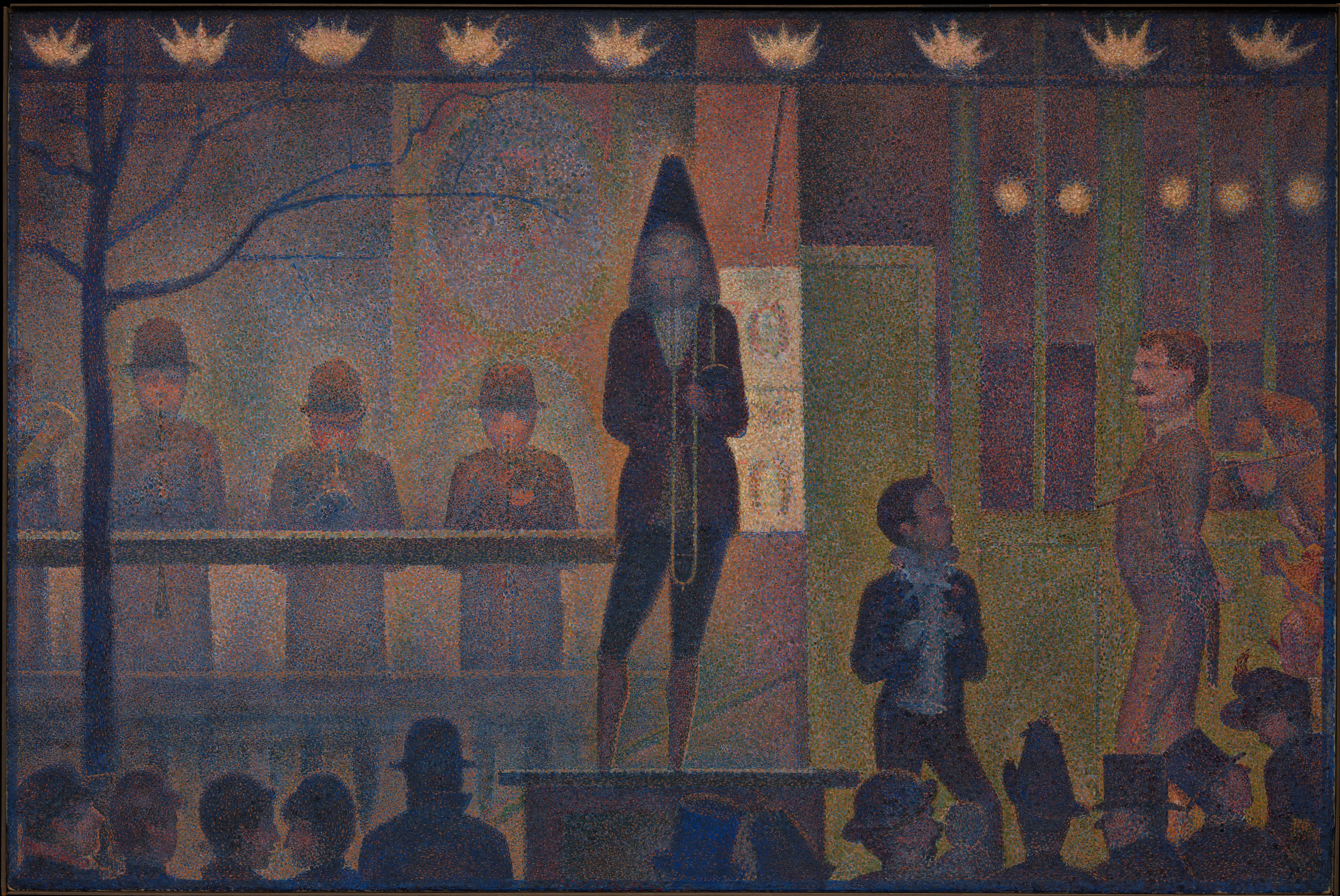
Parade de cirque
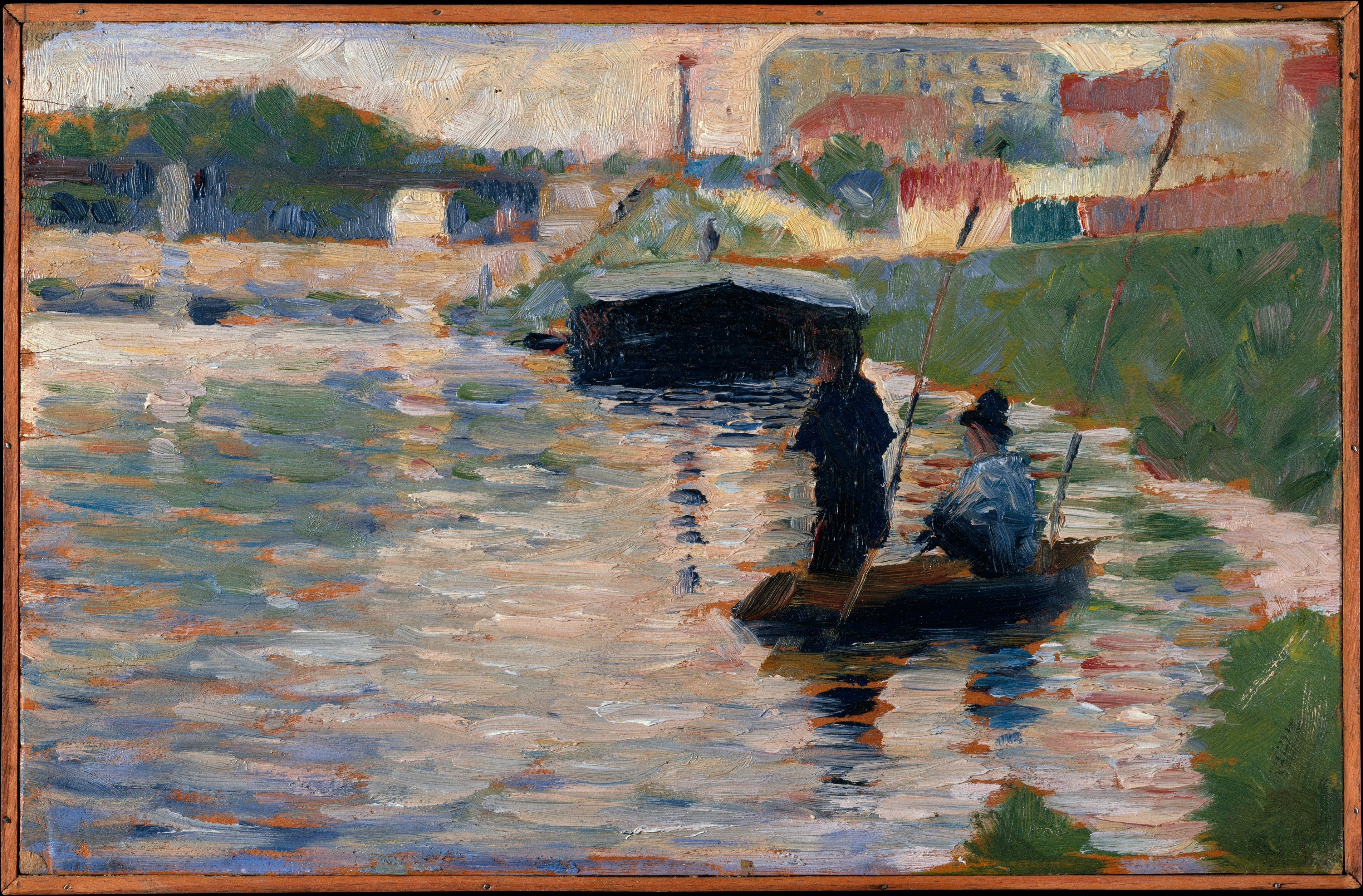
View of the Seine
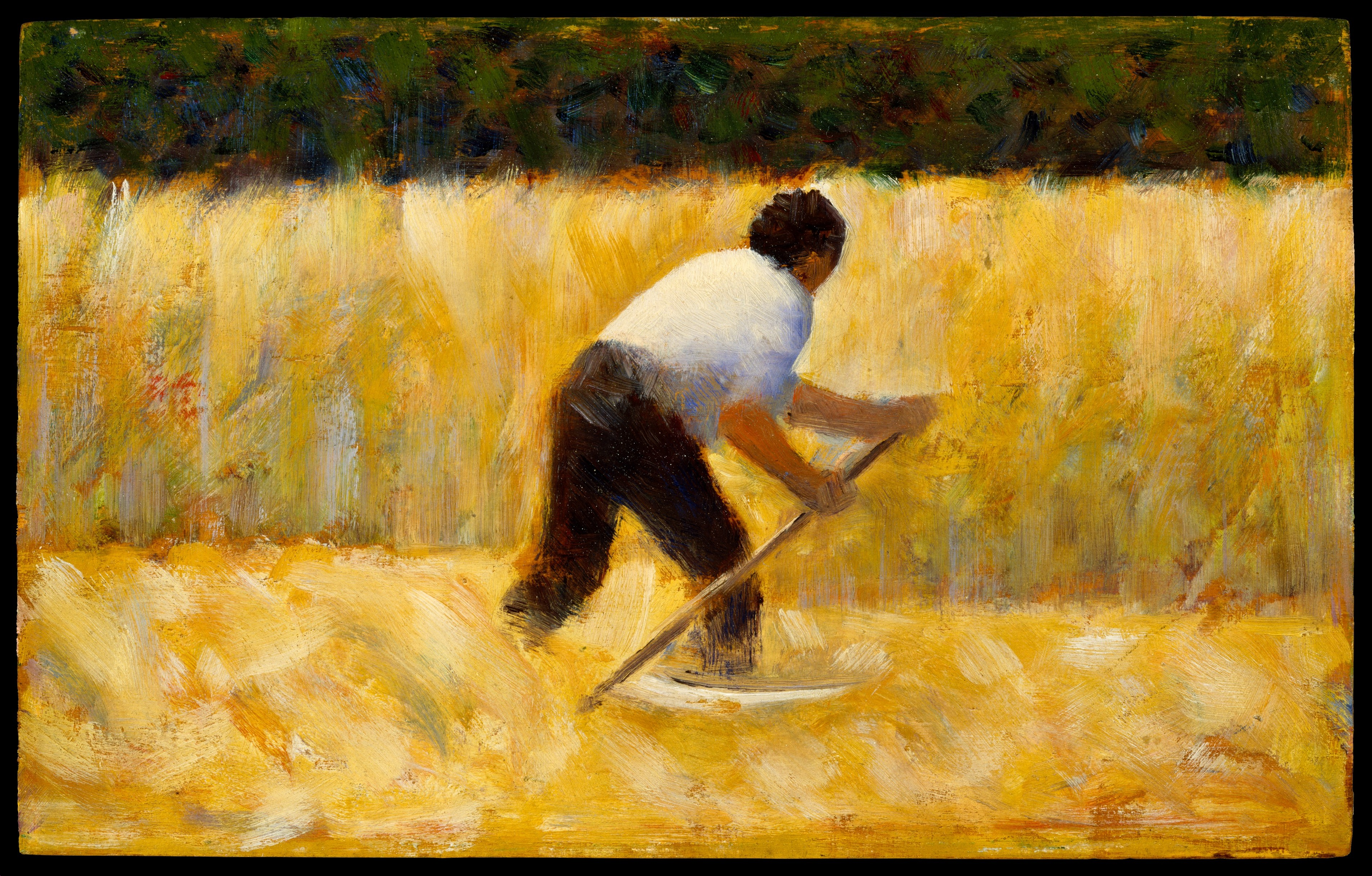
The Mower(Le Faucheur[30])
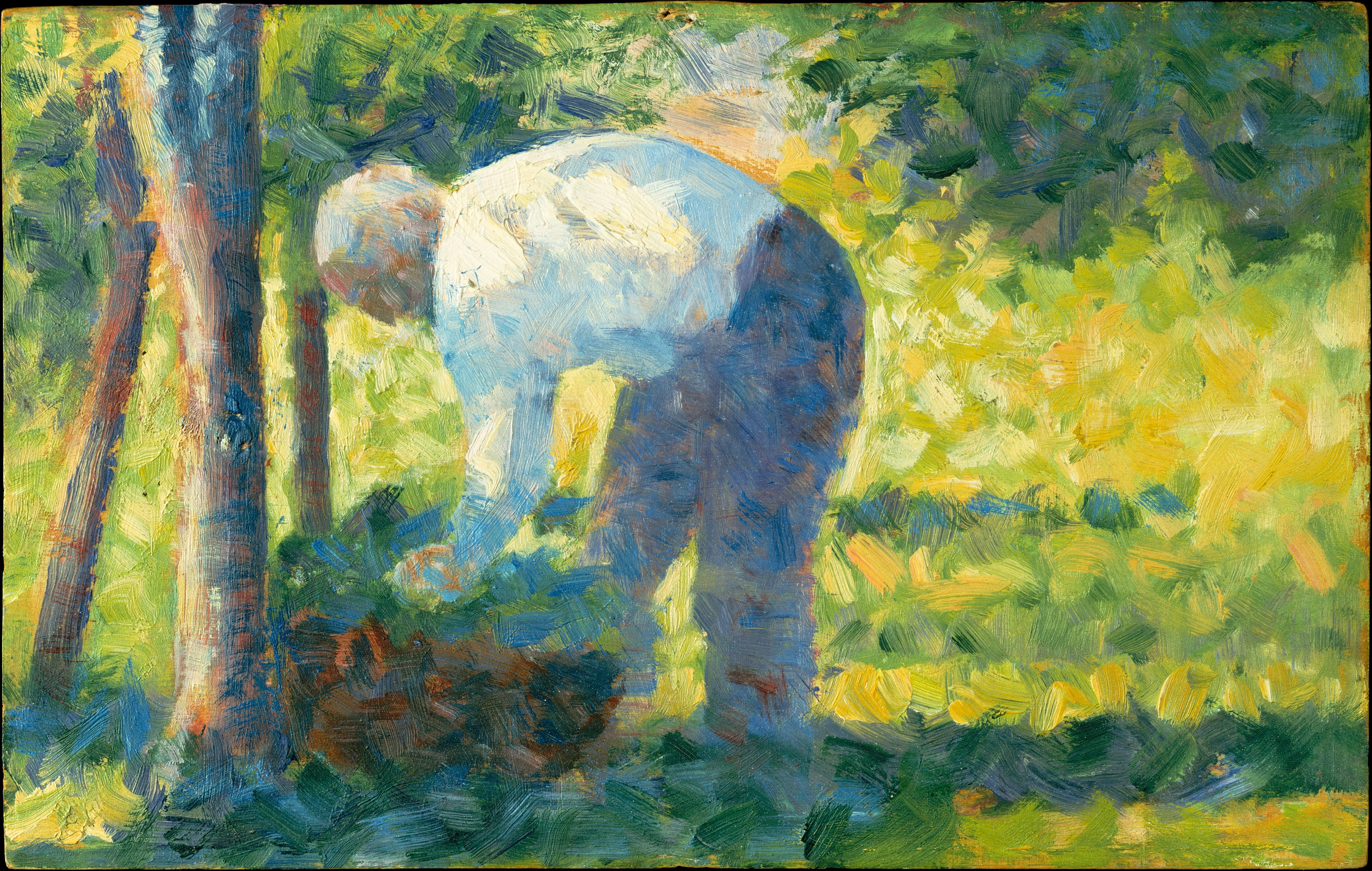
The Gardener
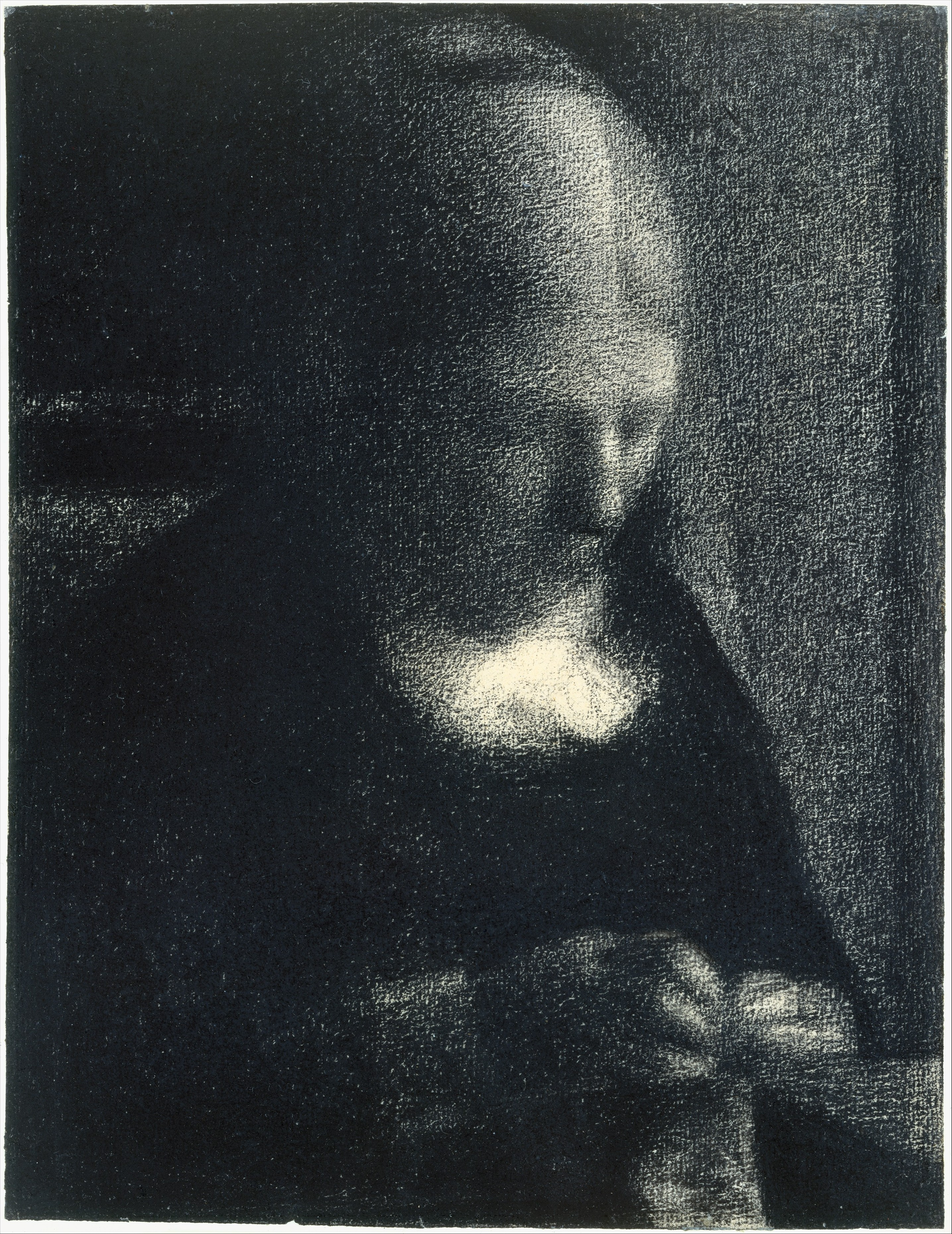
Embroidery; The Artist's Mother